# لوپاردینتسه
لوپاردینتسه (به صربی: Lopardince) یک منطقهٔ مسکونی در صربستان است که در بوجانوواچ واقع شده‌است. لوپاردینتسه ۸۲۵ نفر جمعیت دارد.